# Vitaliy Butrym
Vitaliy Butrym (né le 10 janvier 1991 à Sumy Oblast, Ukraine) est un athlète ukrainien, spécialiste du 400 mètres. 

## Biographie
Le 9 septembre 2019, il est suspendu pour 4 ans pour dopage, testé positif à l'EPO.

## Palmarès
| Date | Compétition                       | Lieu      | Résultat | Épreuve   | Temps         |
| ---- | --------------------------------- | --------- | -------- | --------- | ------------- |
| 2013 | Championnats d'Europe espoirs     | Tampere   | 2e       | 400 m     | 45 s 88       |
| 2014 | Championnats du monde en salle    | Sopot     | 6e       | 4 × 400 m | 3 min 08 s 79 |
| 2016 | Championnats d'Europe             | Amsterdam | 6e       | 4 × 400 m | 3 min 04 s 45 |
| 2017 | Championnats d'Europe en salle    | Belgrade  | 5e       | 4 x 400 m | 3 min 09 s 64 |
| 2017 | Championnats d'Europe par équipes | Lille     | 8e       | 4 x 400 m | 3 min 07 s 03 |

### Records
| Épreuve    | Épreuve      | Performance | Lieu   | Date            |
| ---------- | ------------ | ----------- | ------ | --------------- |
| 400 mètres | En plein air | 45 s 01     | Almaty | 25 juillet 2015 |
| 400 mètres | En salle     | 46 s 72     | Soumy  | 21 février 2014 |